# Peter Galamboš
Peter Galamboš (* 14. června 1989, Martin, Československo) je slovenský lední hokejista nastupující za tým Vlci Žilina.

## Kluby podle sezon
- 2005-2006 MHC Martin
- 2006-2007 MHC Martin
- 2007-2008 MHC Martin, MHK Dolný Kubín
- 2008-2009 HK Ružinov 99 Bratislava
- 2009-2010 MHC Martin
- 2010-2011 MHC Martin, MHK Dolný Kubín
- 2011-2012 MHC Martin
- 2012-2013 HC Bílí Tygři Liberec, HC Benátky nad Jizerou
- 2013-2014 MHC Martin
- 2014-2015 MHC Martin
- 2015-2016 HC '05 iClinic Banská Bystrica, MHC Martin
- 2016-2017 MHC Martin
- 2017-2018 ČEZ Motor České Budějovice